# Maksymilian Brzozowski (pilot)
Maksymilian Longin Brzozowski (ur. 22 października 1907 r. w Żyrardowie, zm. 10 kwietnia 2001 r. w Simcoe) – podpułkownik dyplomowany pilot Wojska Polskiego, żołnierz Polskich Sił Powietrznych, dowódca dywizjonu 301, kawaler Virtuti Militari.

## Życiorys
W 1927 r. zdał egzamin maturalny w żyrardowskim gimnazjum i wstąpił do Szkoły Podchorążych Piechoty w Warszawie. Szkołę ukończył z czwartą lokatą. Ubiegał się o zmianę rodzaju broni i został skierowany do Oficerskiej Szkoły Lotniczej. Szkołę (przemianowaną na Szkołę Podchorążych Lotnictwa) ukończył w 1930 r. z trzecią lokatą i specjalnością obserwatora.
Otrzymał przydział do 11. eskadry liniowej, w 1933 r. objął stanowisko zastępcy dowódcy 213. eskadry bombowej. W 1938 r. został skierowany do Szkoły Podchorążych Lotnictwa na stanowisko wykładowcy nawigacji. Jesienią 1938 r. został skierowany na półroczny kurs w Wyższej Szkole Lotniczej. Po jego ukończeniu został awansowany z 31. lokatą na stopień kapitana i powrócił do SPL na stanowisko wykładowcy Działu Nauk. Objął stanowisko komendanta lotniska, po wybuchu II wojny światowej 6 września został dowódcą eskadry rozpoznawczej złożonej z absolwentów II rocznika SPL. 11 września wykonywał lot na rozpoznanie terenu, podczas którego jego Karaś został zaatakowany przez Messerschmitta Bf 109. Strzelec, pchor. obs. Bronisław Kuźniar, zestrzelił napastnika.
Po ataku ZSRR na Polskę przez Rumunię przedostał się do Francji. Po ataku Niemiec na Francję został ranny podczas nalotu Luftwaffe. Został ewakuowany do Wielkiej Brytanii, gdzie przeszedł rekonwalescencję. Zgłosił się do służby w Polskich Siłach Powietrznych, otrzymał numer służbowy RAF P-1059. 
Po przeszkoleniu na sprzęcie angielskim otrzymał 27 października 1941 r. przydział do dywizjonu 301. 12 kwietnia 1942 r. objął stanowisko dowódcy eskadry „B”. 27 czerwca 1942 r. został dowódcą dywizjonu. W nocy z 2 na 3 lipca 1942 r. wziął udział w nalocie 265 bombowców na Bremę. Jego Wellington GR-M (nr ser. 21314) został zestrzelony przez nocnego myśliwca Messerschmitt Bf 110 F-4 R4+AC z załogą Hauptmann Helmut Lent i Feldwebel Walter Kubisch z Stab II./NJG 2. Maksymilian Brzozowski, nawigator Stanisław Ateński, radiooperator Michał Benoit, strzelec Stanisław Kowalczyk dostali się do niewoli, strzelec Stanisław Kędzierski zginął. 
Trafił do Stalagu Luft III w Żaganiu. Po wyzwoleniu w czerwcu 1945 r. powrócił do Wielkiej Brytanii. Tu ukończył Wyższą Szkołę Lotniczą. W 1947 r. został zdemobilizowany w polskim stopniu majora i angielskim Wing Commandera. Nie zdecydował się na powrót do Polski, pozostał na emigracji. W 1948 r. wyjechał do Kanady. W późniejszym okresie otrzymał awans do stopnia podpułkownika.
Zmarł 10 kwietnia 2001 r. w Simcoe, został pochowany na Oakwood Cemetery.

## Ordery i odznaczenia
Za swą służbę otrzymał odznaczenia:
- Krzyż Srebrny Virtuti Militari nr 9533,
- Krzyż Walecznych – trzykrotnie,
- Medal Lotniczy – trzykrotnie,
- Polowa Odznaka Pilota,
- Odznaka za Rany i Kontuzje.